# Grit Šadeiko
Grit Šadeiko (* 29. Juli 1989 in Saku, Estnische SSR, UdSSR) ist eine estnische Siebenkämpferin.

## Sportliche Laufbahn
2005 nahm Grit Šadeiko an den Jugendweltmeisterschaften in Marrakesch teil und belegte dort den siebten Platz. Bei den Juniorenweltmeisterschaften 2008 im polnischen Bydgoszcz gewann sie die Bronzemedaille und damit die einzige estnische Medaille bei diesen Meisterschaften. 2009 konnte sie sich für die U23-Europameisterschaften inj Kaunas qualifizieren, konnte dort ihren Wettkampf jedoch nicht beenden. Bei den Europameisterschaften 2010 in Barcelona, Spanien, belegte Šadeiko mit 5761 Punkten den 19. Platz. 2011 nahm sie an den Halleneuropameisterschaften in Paris teil, die sie auf dem neunten Platz beendete. Im Sommer gewann sie mit neuer persönlicher Bestleistung von 6134 Punkten die Goldmedaille bei den U23-Europameisterschaften im tschechischen Ostrava. Sie qualifizierte sich damit auch für die Weltmeisterschaften in Daegu, die sie aber erneut nicht beendete. Selbiges gilt für die Europameisterschaften 2012 in Helsinki. Sie schaffte auch die Qualifikation für die Olympischen Spiele in London, die sie auf dem 23. Platz beendete.
2013 nahm sie an den Weltmeisterschaften in Moskau teil, die sie aber ein weiteres Mal nicht beendete. Jedoch stellte sie in dieser Saison bei einem Meeting in ihrer Heimat einen neuen estnischen Rekord von 6321 Punkten auf. 2014 folgte die Teilnahme an den Europameisterschaften in Zürich, bei denen sie 15. wurde, wie auch bei den Weltmeisterschaften in Peking 2015. 2016 nahm sie erneut an den Olympischen Spielen in Rio de Janeiro teil, bei denen sie aber nach einer Disziplin aufhörte. Beim Hypomeeting 2017 in Götzis verbesserte sie ihren eigenen Landesrekord auf 6280 Punkte und qualifizierte sich damit für die Weltmeisterschaften in London.
Ihre jüngere Schwester Grete Šadeiko ist ebenfalls Siebenkämpferin.

## Persönliche Bestleistungen

### Siebenkampf
- 6280 Punkte, 28. Mai 2017, Götzis

| Disziplin    | Ergebnis    | Punkte |
| ------------ | ----------- | ------ |
| 100 m Hürden | 13,31 s     | 1078   |
| Hochsprung   | 1,74 m      | 903    |
| Kugelstoßen  | 13,89 m     | 787    |
| 200 m        | 24,69 s     | 915    |
| Weitsprung   | 6,17 m      | 902    |
| Speerwurf    | 48,35 m     | 828    |
| 800 m        | 2:16,86 min | 867    |

### Fünfkampf
- 4422 Punkte, 6. Februar 2011, Tallinn

| Disziplin   | Ergebnis    | Punkte |
| ----------- | ----------- | ------ |
| 60 m Hürden | 8,30 s      | 1061   |
| Hochsprung  | 1,77 m      | 941    |
| Kugelstoßen | 12,37 m     | 686    |
| Weitsprung  | 6,14 m      | 893    |
| 800 m       | 2:18,70 min | 841    |